# Harold Koopowitz
Harold Koopowitz ( * 1940) es un botánico estadounidense. En 1961 obtiene su Bachelor of Science; y en 1963 su Master of Science en Botánica y en Zoología en la "Rhodes University" de Sudáfrica. En 1968 oposita y gana una cátedra en la Universidad de California, Los Ángeles.
Es Catedrático de universidad en Ecología y en Evolución en la Escuela de Ciencias Biológicas de la Universidad de California - Irvine. Sus intereses se reflejan en Fitogeografía, Conservación de la Naturaleza, Reproducción de plantas, Floricultura.
Trabaja con Liliopsida (o monocotiledóneas).
- La abreviatura «Koop.» se emplea para indicar a Harold Koopowitz como autoridad en la descripción y clasificación científica de los vegetales.[1]

## Algunas publicaciones
- Hilary Kaye & Harold Koopowitz; Christopher Helm. 1990. Plant Extinction: A Global Crisis. ISBN 0-7470-1806-5
- Harold Koopowitz & Norito Hasegawa; Angus & Robertson. 1991. Novelty Slipper Orchids: Breeding and Cultivating Paphiopedilum Hybrids. ISBN 0-207-16030-9
- Orchids and Their Conservation. Timber Press. 2001. ISBN 0-88192-523-3
- Harold Koopowitz (autor) & James Comstock (fotógrafo). Clivias. Timber Press. 2002. ISBN 0-88192-546-2
- Tropical Slipper Orchids: Paphiopedilum and Phragmipedium Species and Hybrids. Timber Press. 2008. ISBN 0-88192-864-X